# Concerti trascritti per tastiera da Johann Sebastian Bach

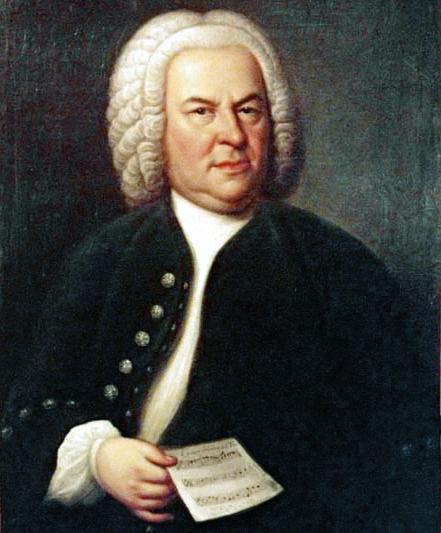
Johann Sebastian Bach.

Con concerti trascritti per tastiera da Johann Sebastian Bach ci si riferisce a due raccolte di trascrizioni realizzate da Johann Sebastian Bach fra il 1713 e il 1717: una per strumento a tastiera, catalogata come BWV 972-987, e l'altra per strumento a tastiera dotato anche di pedaliera, catalogata BWV 592-597.
Le due raccolte, che insieme contengono ventidue concerti, sono basate su lavori originali per orchestra di Antonio Vivaldi, Alessandro Marcello, Benedetto Marcello, Georg Philipp Telemann e Giovanni Ernesto di Sassonia-Weimar. Di alcuni concerti non si conosce la paternità dell'originale, ma alcuni musicologi avanzano i nomi di Giuseppe Torelli e Tomaso Albinoni.

## Storia

### Origine
Per lungo tempo, basandosi sulla biografia bachiana scritta da Johann Nikolaus Forkel, i musicologi credettero che le trascrizioni per strumento a tastiera di opere orchestrali di altri autori, realizzate da Johann Sebastian Bach, fossero meri esercizi di studio sulla forma classica del concerto grosso all'italiana, caratterizzato dall'alternanza fra il tutti (o ripieno) dell'orchestra e il concertino degli strumenti solisti. Studi recenti, invece, hanno evidenziato come la congettura espressa dal Forkel fosse improbabile, in quanto il trentenne Bach aveva già avuto numerose occasioni per conoscere e studiare le varie forme musicali, compresi i concerti italiani, e certamente non aveva bisogno di trascrivere concerti altrui per apprendere nozioni che, con ogni probabilità, aveva già acquisito.

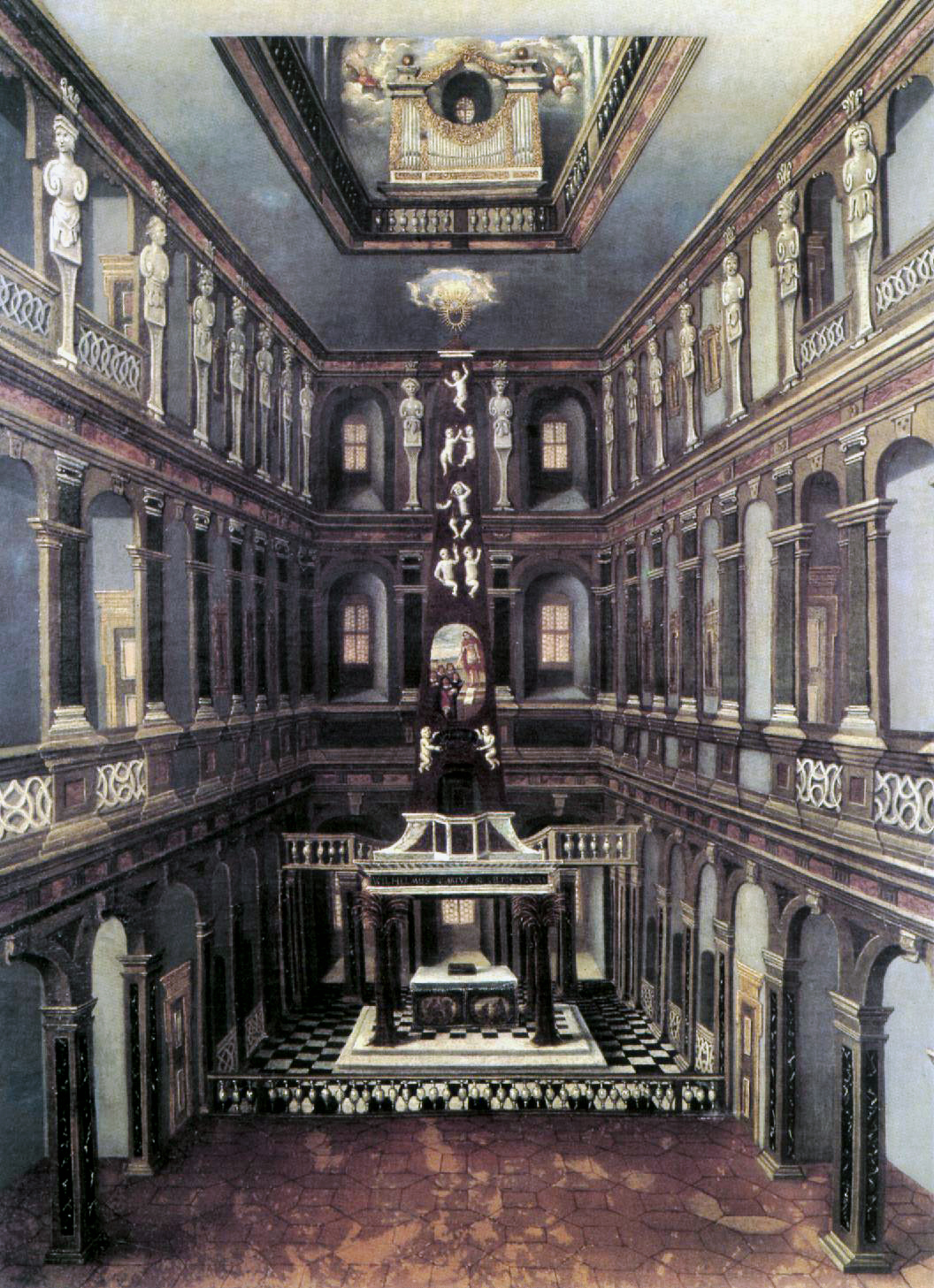
La cappella del castello di Weimar, presso la quale Bach era organista.

Diversi musicologi, fra i quali Hans Joachim Schultze, Alberto Basso, Peter Williams, Piero Buscaroli e Roland de Candé, hanno evidenziato come la corte di Weimar, presso la quale Bach si trovava a servizio negli anni un cui vennero realizzate le trascrizioni, fosse particolarmente interessata alla musica italiana: il giovane principe Giovanni Ernesto di Sassonia-Weimar, nipote del regnante Guglielmo Ernesto, era infatti molto attratto dagli autori italiani all'epoca di moda (ad esempio Antonio Vivaldi, Benedetto Marcello e Giuseppe Torelli), e si dilettava lui stesso a comporre concerti in stile italiano.
Giovanni Ernesto, fra il 1711 e il 1713, andò a studiare presso l'Università di Utrecht. Da lì, il principe si recò diverse volte ad Amsterdam e Düsseldorf, importanti centri di attività musicale, per ascoltare concerti e per acquistare nuovi spartiti. All'interno della Nieuwe Kerk di Amsterdam sentì suonare l'organista Jan Jacob de Graaf, che era solito eseguire trascrizioni per organo di concerti italiani originariamente scritti per orchestra, suscitando grandi apprezzamenti.
Completati gli studi, il principe tornò a Weimar nel 1713 portando con sé numerosi spartiti orchestrali di musica italiana, sia manoscritti che stampati. Fra di essi c'erano «L'estro armonico» e «La stravaganza», due raccolte di concerti di Antonio Vivaldi. La prima raccolta, pubblicata ad Amsterdam dall'editore Estienne Roger nel 1711, arrivò a Weimar sicuramente in versione stampata. La seconda, invece, benché fosse stata pubblicata ad Amsterdam sempre da Roger fra il 1712 e il 1713, con ogni probabilità venne portata dal principe in versione manoscritta, in quanto le trascrizioni bachiane non seguono l'edizione a stampa, bensì altre versioni sicuramente precedenti alla pubblicazione definitiva.
Fra le opere manoscritte, inoltre, Giovanni Ernesto portò i vivaldiani «Concerti a Cinque Stromenti Op. 7», successivamente stampati ad Amsterdam da Jeanne Roger, figlia di Estienne, nel 1716 o nel 1717, e i «Concerti a Cinque Con Violini, Oboè, Violetta, Violoncello e Basso Continuo del (sic) signori G. Valentini, A. Vivaldi, T. Albinoni, F.M. Veracini, G.St. Martin, A. Marcello, G. Rampin, A. Predieri», che vennero anch'essi pubblicati nel 1716 o nel 1717.
In Germania, comunque, circolavano già da anni numerosi manoscritti di maestri italiani come Arcangelo Corelli, Giuseppe Torelli (che aveva prestato servizio presso la corte di Ansbach) e Tomaso Albinoni. Inoltre, è possibile che alcuni concerti italiani fossero stati importati dal violinista Johann Georg Pisendel, che era stato a Weimar nel 1709 e che, nello stesso anno, aveva eseguito a Dresda musiche di Vivaldi. Evidentemente entusiasta dell'esperienza olandese e speranzoso di poter ricreare a corte le stesse atmosfere "italiane" che aveva ascoltato ad Amsterdam, Giovanni Ernesto chiese a Johann Sebastian Bach e a Johann Gottfried Walther, entrambi a servizio presso la corte di Weimar, di trascrivere per strumento solista gli spartiti che aveva portato con sé. Non è noto in che anno preciso vennero realizzate le trascrizioni, ma è possibile collocarle fra il 1713 e il 1717.
Bach e Walther furono particolarmente attratti dallo schema del concerto grosso e realizzarono diverse trascrizioni manualiter e pedaliter, adattando gli originali al clavicembalo o all'organo. Sono giunti fino al XXI secolo solo quattordici dei settantotto adattamenti realizzati da Walther su concerti di Tomaso Albinoni, Arcangelo Corelli, uno sconosciuto Blamr, Giovanni Lorenzo Gregori, Luigi Mancia, Antonio Vivaldi, Joseph Meck, Giulio Taglietti, Giuseppe Torelli, Giorgio Gentili e Georg Philipp Telemann. Di Bach sono sopravvissute sedici trascrizioni manualiter (BWV 972-987) da concerti di Antonio Vivaldi, Alessandro Marcello, Benedetto Marcello, Giuseppe Torelli, Giovanni Ernesto di Sassonia-Weimar e Georg Philipp Telemann, e sei trascrizioni pedaliter (BWV 592-597) da lavori orchestrali di Giovanni Ernesto di Sassonia-Weimar e Antonio Vivaldi.

### Pubblicazioni
Le trascrizioni per strumento a tastiera di Bach sono giunte fino al XXI secolo attraverso diverse copie, sia manoscritte che stampate. L'unico autografo originale di Johann Sebastian Bach, però, è quello della trascrizione pedaliter BWV 596. Gli adattamenti manualiter BWV 972-982 e quello pedaliter BWV 592 sono contenuti in un manoscritto, realizzato da Johann Bernhard Bach intorno al 1715 e custodito presso la Biblioteca di Stato di Berlino, intitolato in italiano stentato «XII Concerto di Vivaldi, elaborati di J.S.Bach». Successivamente, suo figlio Johann Ernst ci aggiunse l'indicazione di proprietà «Johann Ernest Bach, Lipsiensis 1739». In realtà, di quei dodici concerti solo sei sono trascrizioni da originali vivaldiani, mentre i rimanenti sono di altri autori.
Le trascrizioni manualiter BWV 983-987, invece, sono contenute in manoscritti di Johann Peter Kellner, Johann Nikolaus Mey, Carl August Hartung e Johannes Ringk. Tutte le trascrizioni manualiter, da BWV 972 a BWV 987, vennero stampate e pubblicate a Lipsia nel 1850, dall'editore Peters, in un'unica raccolta dal titolo Sechzehn Konzerte nach verschiedenen Meistern (tedesco, "Sedici concerti da diversi maestri").
Delle trascrizioni pedaliter BWV 592-597, eccetto la BWV 596, la grafia sui manoscritti è di Wilhelm Friedemann Bach, Johann Peter Kellner, Johann Christian Kittel, Johann Friedrich Agricola e altri. A differenza dei lavori manualiter, le trascrizioni pedaliter furono stampate in tempi diversi. Il BWV 596 venne pubblicato nel 1844 dall'editore Peters, il quale lo attribuì erroneamente a Wilhelm Friedemann Bach (la paternità di Johann Sebastian venne appurata solo nel 1910). I BWV 592-595 vennero stampati nel 1852 e il BWV 597, in seguito riconosciuto come spurio, nel 1904.

## Le trascrizioni
Bach, nel realizzare le trascrizioni, restò sempre fedele alla struttura di base del concerto grosso, senza mutarne le caratteristiche. A volte, però, per motivi pratici dovette eseguire alcuni ritocchi sugli originali. Fra le modifiche operate da Bach si segnalano alcuni cambi di ottava e di tonalità (come il BWV 594, abbassato dall'originale in re maggiore a do maggiore), in quanto, evidentemente, le tastiere degli strumenti che aveva a disposizione a Weimar non avevano una sufficiente estensione nelle note più acute.
Talvolta Bach alterò l'armonia, sostituì semiminime con delle crome e inserì note puntate, in modo da vivacizzare il ritmo. In molte parti realizzò adattamenti per la tastiera di alcuni passaggi per violino che, altrimenti, non sarebbe stato possibile eseguire. A volte, però, trascrisse parti chiaramente violinistiche (come sequenze di note ribattute) senza operare alcuna modifica. Altre volte, invece, Bach riscrisse intere battute in maniera più ricca rispetto agli originali, riempiendo accordi o addirittura aggiungendo voci. Nei movimenti lenti, inoltre, Bach inserì numerosi abbellimenti.

### Trascrizionimanualiter

#### Concerto n° 1 in re maggiore BWV 972
1. (senza indicazione di tempo), re maggiore, tempo c.
2. Larghetto, re maggiore, tempo 3/4.
3. Allegro, re maggiore, tempo 3/8.

Fonti:
- Manoscritto bachiano: perduto.
- Fonte principale: manoscritto realizzato da Johann Bernhard Bach, custodito all'interno della raccolta «XII Concerto di Vivaldi, elaborati di J.S.Bach» e conservato presso la Biblioteca di Stato di Berlino.
- Altre fonti: manoscritto di autore sconosciuto, risalente alla prima metà del XVIII secolo e conservato presso la Biblioteca di Stato di Berlino.

Il primo concerto della serie è una trascrizione del concerto per violino, archi e basso continuo in re maggiore n° 9 RV 230 di Antonio Vivaldi, tratto dalla raccolta «L'estro armonico» e pubblicato ad Amsterdam nel 1711.
La trascrizione BWV 972 venne pubblicata per la prima volta a Lipsia nel 1850, dall'editore Peters, all'interno di una raccolta intitolata Sechzehn Konzerte nach verschiedenen Meistern (tedesco, "Sedici concerti di diversi maestri").

#### Concerto n° 2 in sol maggiore BWV 973
1. (senza indicazione di tempo), sol maggiore, 2/4.
2. Largo, mi minore, 3/4.
3. Allegro, sol maggiore, tempo c.

Fonti:
- Manoscritto bachiano: perduto.
- Fonte principale: manoscritto realizzato da Johann Bernhard Bach, custodito all'interno della raccolta «XII Concerto di Vivaldi, elaborati di J.S.Bach» e conservato presso la Biblioteca di Stato di Berlino.
- Altre fonti: manoscritto di copista sconosciuto, datato intorno al 1727 e conservato presso la Biblioteca di Stato di Berlino; manoscritto realizzato da Carl August Hartung fra il 1760 e il 1780, intitolato «IV. Concerte / per il Cembalo / Solo / del Sigr: Giov. Seb: Bach. / (aggiunto successivamente da Friedrich Conrad Griepenkerl): e / III. Ciacone / per il Cembalo solo / da / Giov. Seb. Bach / NB. die erste dieser Ciaconen ist mit obligatem Pedale.» e conservato presso la Biblioteca di Stato di Lipsia.

Il secondo concerto è una trascrizione del concerto per violino n.8 in Sol maggiore RV 299 op. 7 di Antonio Vivaldi, pubblicato ad Amsterdam nel 1716 o nel 1717. Bach, tuttavia, realizzò la trascrizione basandosi su una copia manoscritta, antecedente alla stampa del concerto vivaldiano.
La trascrizione BWV 973 venne pubblicata per la prima volta a Lipsia nel 1850, dall'editore Peters, all'interno di una raccolta intitolata Sechzehn Konzerte nach verschiedenen Meistern (tedesco, "Sedici concerti di diversi maestri").

#### Concerto n° 3 in re minore BWV 974
1. (senza indicazione di tempo), re minore, tempo c.
2. Adagio, re minore, tempo 3/4.
3. Presto, re minore, tempo 3/8.

Fonti:
- Manoscritto bachiano: perduto.
- Fonte principale: manoscritto realizzato da Johann Bernhard Bach, custodito all'interno della raccolta «XII Concerto di Vivaldi, elaborati di J.S.Bach» e conservato presso la Biblioteca di Stato di Berlino.
- Altre fonti: manoscritto di copista sconosciuto, datato intorno al 1727 e conservato presso la Biblioteca di Stato di Berlino; manoscritto realizzato da Johann Samuel Endler nella prima metà del XVIII secolo, intitolato «Concerto de Mr. Marcello accommode au Clavessin de Monsieur J.S. Bach» e conservato presso la biblioteca universitaria di Darmstadt.

Il concerto BWV 974 è la trascrizione del concerto per oboe, archi e basso continuo in re minore di Alessandro Marcello, pubblicato ad Amsterdam nel 1716 o nel 1717 da Jeanne Roger, figlia dell'editore Estienne Roger, all'interno di un'antologia di vari autori intitolata «Concerti a Cinque Con Violini, Oboè, Violetta, Violoncello e Basso Continuo del (sic) signori G. Valentini, A. Vivaldi, T. Albinoni, F.M. Veracini, G.St. Martin, A. Marcello, G. Rampin, A. Predieri». Anche in questo caso, con ogni probabilità Bach utilizzò una copia manoscritta del concerto di Marcello, antecedente l'edizione a stampa.
La trascrizione BWV 974 venne pubblicata per la prima volta a Lipsia nel 1850, dall'editore Peters, all'interno di una raccolta intitolata Sechzehn Konzerte nach verschiedenen Meistern (tedesco, "Sedici concerti di diversi maestri").

#### Concerto n° 4 in sol minore BWV 975
1. (senza indicazione di tempo), sol minore, tempo 2/4.
2. Largo, re minore, 3/4.
3. Giga presto, sol minore, 12/8.

Fonti:
- Manoscritto bachiano: perduto.
- Fonte principale: manoscritto realizzato da Johann Bernhard Bach, custodito all'interno della raccolta «XII Concerto di Vivaldi, elaborati di J.S.Bach» e conservato presso la Biblioteca di Stato di Berlino.

Il concerto BWV 975 è la trascrizione del concerto per violino, archi e continuo in sol minore n° 6 RV 316a di Antonio Vivaldi, tratto dalla raccolta «La stravaganza» e pubblicato ad Amsterdam dall'editore Estienne Roger nel 1712 o nel 1713. Il musicologo Paul von Waldersee, comparando l'originale vivaldiano con la trascrizione di Bach, notò che il primo movimento è lo stesso, mentre il secondo presenta alcune discrepanze e l'ultimo è completamente diverso. Ciò fa supporre che Bach si sia basato su una vecchia copia manoscritta, chiaramente distante dalla versione definitiva del concerto di Vivaldi che venne poi pubblicata ad Amsterdam.
La trascrizione BWV 975 venne pubblicata per la prima volta a Lipsia nel 1850, dall'editore Peters, all'interno di una raccolta intitolata Sechzehn Konzerte nach verschiedenen Meistern (tedesco, "Sedici concerti di diversi maestri").

#### Concerto n° 5 in do maggiore BWV 976
1. (senza indicazione di tempo), do maggiore, tempo c.
2. Largo, do maggiore, tempo c.
3. Allegro, do maggiore, 3/4.

Fonti:
- Manoscritto bachiano: perduto.
- Fonte principale: manoscritto realizzato da Johann Bernhard Bach, custodito all'interno della raccolta «XII Concerto di Vivaldi, elaborati di J.S.Bach» e conservato presso la Biblioteca di Stato di Berlino.
- Altre fonti: manoscritto realizzato da Johann Peter Kellner intorno al 1725 e conservato presso la Biblioteca di Stato di Berlino.

Il quinto concerto manualiter è una trascrizione del concerto per violino, archi e continuo in mi maggiore n° 12 RV 265 di Antonio Vivaldi, contenuto all'interno della raccolta «L'estro armonico» e pubblicato ad Amsterdam da Estienne Roger nel 1711. Bach abbassò l'intero concerto, da mi maggiore a do maggiore, con ogni probabilità per adattarlo alla ridotta estensione dei manuali del clavicembalo che aveva a disposizione a Weimar.
La trascrizione BWV 976 venne pubblicata per la prima volta a Lipsia nel 1850, dall'editore Peters, all'interno di una raccolta intitolata Sechzehn Konzerte nach verschiedenen Meistern (tedesco, "Sedici concerti di diversi maestri").

#### Concerto n° 6 in do maggiore BWV 977
1. (senza indicazione di tempo), do maggiore, tempo c.
2. Adagio, la minore, tempo c.
3. Giga, do maggiore, tempo 12/8.

Fonti:
- Manoscritto bachiano: perduto.
- Fonte principale: manoscritto realizzato da Johann Bernhard Bach, custodito all'interno della raccolta «XII Concerto di Vivaldi, elaborati di J.S.Bach» e conservato presso la Biblioteca di Stato di Berlino.
- Altre fonti: manoscritto realizzato da Wolfgang Nikolaus Mey intorno nella prima metà del XVIII secolo e conservato presso la Biblioteca di Stato di Berlino.

Non si conosce la paternità del concerto, in origine sicuramente violinistico, sul quale Bach si basò per realizzare la trascrizione BWV 977. In base ad alcune considerazioni stilistiche, Alberto Basso avanza il nome di Antonio Vivaldi. Altri, invece, come Piero Buscaroli, non esprimono alcuna ipotesi.
La trascrizione BWV 977 venne pubblicata per la prima volta a Lipsia nel 1850, dall'editore Peters, all'interno di una raccolta intitolata Sechzehn Konzerte nach verschiedenen Meistern (tedesco, "Sedici concerti di diversi maestri").

#### Concerto n° 7 in fa maggiore BWV 978
1. Allegro, fa maggiore, tempo c.
2. Largo, re minore, tempo 3/4.
3. Allegro, fa maggiore, tempo 3/8.

Fonti:
- Manoscritto bachiano: perduto.
- Fonte principale: manoscritto realizzato da Johann Bernhard Bach, custodito all'interno della raccolta «XII Concerto di Vivaldi, elaborati di J.S.Bach» e conservato presso la Biblioteca di Stato di Berlino.

Il settimo concerto è la trasposizione del concerto per violino, archi e continuo in sol maggiore n° 3 RV 310 di Antonio Vivaldi, contenuto all'interno della raccolta «L'estro armonico» e pubblicato ad Amsterdam nel 1711.
La trascrizione BWV 978 venne pubblicata per la prima volta a Lipsia nel 1850, dall'editore Peters, all'interno di una raccolta intitolata Sechzehn Konzerte nach verschiedenen Meistern (tedesco, "Sedici concerti di diversi maestri").

#### Concerto n° 8 in si minore BWV 979
1. Allegro, si minore, tempo 3/4.
2. Adagio, si minore, tempo c.
3. Allegro, si minore, tempo ¢
4. Grave, si minore, tempo c.
5. Andante, si minore, tempo 3/2.
6. Adagio, si minore, tempo 3/4.
7. Allegro, si minore, tempo ¢.

Fonti:
- Manoscritto bachiano: perduto.
- Fonte principale: manoscritto realizzato da Johann Bernhard Bach, custodito all'interno della raccolta «XII Concerto di Vivaldi, elaborati di J.S.Bach» e conservato presso la Biblioteca di Stato di Berlino.

Non si conosce la paternità del concerto sul quale Bach si basò per realizzare la trascrizione BWV 979. Roland de Candé lo fa risalire a un perduto concerto in re minore di Vivaldi, catalogato come RV Anh. 10. Secondo Alberto Basso, invece, l'autore dell'originale potrebbe essere Giuseppe Torelli. Altri, come Piero Buscaroli, non esprimono invece alcuna ipotesi.
La trascrizione BWV 979 venne pubblicata per la prima volta a Lipsia nel 1850, dall'editore Peters, all'interno di una raccolta intitolata Sechzehn Konzerte nach verschiedenen Meistern (tedesco, "Sedici concerti di diversi maestri").

#### Concerto n° 9 in sol maggiore BWV 980
1. (senza indicazione di tempo), sol maggiore, tempo ¢.
2. Largo, si minore, 3/4.
3. Allegro, sol maggiore, 12/8.

Fonti:
- Manoscritto bachiano: perduto.
- Fonte principale: manoscritto realizzato da Johann Bernhard Bach, custodito all'interno della raccolta «XII Concerto di Vivaldi, elaborati di J.S.Bach» e conservato presso la Biblioteca di Stato di Berlino.

Il nono concerto è la trascrizione del concerto per violino, archi e continuo in si♭ maggiore n° 1 RV 381 di Antonio Vivaldi, tratto dalla raccolta «La stravaganza» e pubblicato ad Amsterdam dall'editore Estienne Roger nel 1712 o nel 1713. Le evidenti differenze fra il concerto di Vivaldi e la trascrizione di Bach, così come la diversa tonalità, fanno supporre che quest'ultimo si sia basato su una vecchia copia manoscritta, chiaramente distante dalla versione definitiva del concerto di Vivaldi che venne poi pubblicata ad Amsterdam.
La trascrizione BWV 980 venne pubblicata per la prima volta a Lipsia nel 1850, dall'editore Peters, all'interno di una raccolta intitolata Sechzehn Konzerte nach verschiedenen Meistern (tedesco, "Sedici concerti di diversi maestri").

#### Concerto n° 10 in do minore BWV 981
1. Adagio, do minore, tempo 3/4.
2. Vivace, do minore, tempo c.
3. (senza indicazione di tempo), do minore, tempo 3/4.
4. Prestissimo, do minore, 3/8.

Fonti:
- Manoscritto bachiano: perduto.
- Fonte principale: manoscritto realizzato da Johann Bernhard Bach, custodito all'interno della raccolta «XII Concerto di Vivaldi, elaborati di J.S.Bach» e conservato presso la Biblioteca di Stato di Berlino.
- Altre fonti: manoscritto realizzato da Johann Adolph Scheibe intorno al 1730 e conservato presso il Conservatorio Reale di Bruxelles; manoscritto realizzato da Johann Gottfried Walther nella prima metà del XVIII secolo e conservato presso la Biblioteca di Stato di Berlino; manoscritto di copista sconosciuto, risalente alla prima metà del XVIII secolo e conservato presso la Biblioteca di Stato di Lipsia.

Il decimo concerto manualiter è la trascrizione del concerto per violino, violoncello e continuo in mi minore n° 2 di Benedetto Marcello, tratto dalla raccolta dei dodici concerti grossi pubblicata a Venezia dall'editore Giuseppe Sala nel 1708.
La trascrizione BWV 981 venne pubblicata per la prima volta a Lipsia nel 1850, dall'editore Peters, all'interno di una raccolta intitolata Sechzehn Konzerte nach verschiedenen Meistern (tedesco, "Sedici concerti di diversi maestri").

#### Concerto n° 11 in si♭ maggiore BWV 982
1. (senza indicazione di tempo), si♭ maggiore, tempo 3/4.
2. Adagio, si♭ maggiore, 2/4.
3. Allegro, si♭ maggiore, 2/4.

Fonti:
- Manoscritto bachiano: perduto.
- Fonte principale: manoscritto realizzato da Johann Bernhard Bach, custodito all'interno della raccolta «XII Concerto di Vivaldi, elaborati di J.S.Bach» e conservato presso la Biblioteca di Stato di Berlino.

Il concerto BWV 982 è la trascrizione di un concerto per violino, archi e continuo op. 1 n° 1 del principe Giovanni Ernesto di Sassonia-Weimar. Bach lavorò evidentemente sull'originale manoscritto dal principe, in quanto il concerto originario venne pubblicato solo nel 1718, a Francoforte, a cura di Georg Philipp Telemann.
La trascrizione BWV 982 venne pubblicata per la prima volta a Lipsia nel 1850, dall'editore Peters, all'interno di una raccolta intitolata Sechzehn Konzerte nach verschiedenen Meistern (tedesco, "Sedici concerti di diversi maestri").

#### Concerto n° 12 in sol minore BWV 983
1. (senza indicazione di tempo), sol minore, tempo c.
2. Adagio, sol minore, tempo 3/4.
3. Allegro, sol minore, 12/8.

Fonti:
- Manoscritto bachiano: perduto.
- Fonte principale: manoscritto realizzato da Johann Nikolaus Mey nella prima metà del XVIII secolo e conservato presso la Biblioteca di Stato di Berlino.
- Altre fonti: manoscritto realizzato da Carl August Hartung fra il 1760 e il 1780, intitolato «IV. Concerte / per il Cembalo / Solo / del Sigr: Giov. Seb: Bach. / (aggiunto successivamente da Friedrich Conrad Griepenkerl): e / III. Ciacone / per il Cembalo solo / da / Giov. Seb. Bach / NB. die erste dieser Ciaconen ist mit obligatem Pedale.» e conservato presso la Biblioteca di Stato di Lipsia.

Non si conosce la paternità del concerto sul quale Bach si basò per realizzare la trascrizione BWV 983. Roland de Candé ipotizza che l'autore dell'originale possa essere Tomaso Albinoni. Alberto Basso e Piero Buscaroli, invece, non esprimono alcuna ipotesi.
La trascrizione BWV 983 venne pubblicata per la prima volta a Lipsia nel 1850, dall'editore Peters, all'interno di una raccolta intitolata Sechzehn Konzerte nach verschiedenen Meistern (tedesco, "Sedici concerti di diversi maestri").

#### Concerto n° 13 in do maggiore BWV 984
1. (senza indicazione di tempo), do maggiore, tempo c.
2. Adagio e affettuoso, fa minore, tempo 2/4.
3. Allegro assai, do maggiore, 3/4.

Fonti:
- Manoscritto bachiano: perduto.
- Fonte principale: manoscritto realizzato da Johannes Ringk dopo il 1730 e conservato presso la Biblioteca di Stato di Berlino; manoscritto di copista sconosciuto, conservato presso la Biblioteca di Stato di Lipsia.
- Altre fonti: manoscritto realizzato da Carl August Hartung fra il 1760 e il 1780, intitolato «IV. Concerte / per il Cembalo / Solo / del Sigr: Giov. Seb: Bach. / (aggiunto successivamente da Friedrich Conrad Griepenkerl): e / III. Ciacone / per il Cembalo solo / da / Giov. Seb. Bach / NB. die erste dieser Ciaconen ist mit obligatem Pedale.» e conservato presso la Biblioteca di Stato di Lipsia.

Il tredicesimo concerto è la trascrizione di una perduta composizione per due violini e continuo del duca Giovanni Ernesto di Sassonia-Weimar. Nella prefazione dei concerti op. 1 n° 1 del principe Giovanni Ernesto, pubblicati nel 1718 a Francoforte da Georg Philipp Telemann, quest'ultimo scrisse che, in futuro, avrebbe pubblicato anche un'opus 2 contenente altri sei concerti del principe. Di questa seconda raccolta, nella quale era probabilmente contenuto il concerto sul quale si basò Bach per la trascrizione, non è rimasta alcuna traccia, e non è nemmeno certo che fu effettivamente stampata. Del primo movimento esiste una versione pedaliter, catalogata come BWV 595.
La trascrizione BWV 984 venne pubblicata per la prima volta a Lipsia nel 1850, dall'editore Peters, all'interno di una raccolta intitolata Sechzehn Konzerte nach verschiedenen Meistern (tedesco, "Sedici concerti di diversi maestri").

#### Concerto n° 14 in sol minore BWV 985
1. (senza indicazione di tempo), sol minore, tempo 3/8.
2. Adagio, do minore, tempo c.
3. Allegro, do minore, tempo c.

Fonti:
- Manoscritto bachiano: perduto.
- Fonte principale: manoscritto realizzato da Johann Nikolaus Mey nella prima metà del XVIII secolo e conservato presso la Biblioteca di Stato di Berlino.

Il concerto BWV 985 è la trascrizione del concerto per violino, archi e continuo in sol minore TWV 51:g21 di Georg Philipp Telemann.
La trascrizione BWV 985 venne pubblicata per la prima volta a Lipsia nel 1850, dall'editore Peters, all'interno di una raccolta intitolata Sechzehn Konzerte nach verschiedenen Meistern (tedesco, "Sedici concerti di diversi maestri").

#### Concerto n° 15 in sol maggiore BWV 986
1. (senza indicazione di tempo), sol maggiore, tempo c.
2. Adagio, mi minore, tempo c.
3. Allegro, sol maggiore, tempo 12/8.

Fonti:
- Manoscritto bachiano: perduto.
- Fonte principale: manoscritto realizzato da Johann Nikolaus Mey nella prima metà del XVIII secolo e conservato presso la Biblioteca di Stato di Berlino.

Non si conosce la paternità del concerto sul quale Bach si basò per realizzare la trascrizione BWV 986. Candé, Basso e Buscaroli non avanzano alcuna ipotesi, ma alcuni pensano che l'autore dell'originale possa essere Telemann.
La trascrizione BWV 986 venne pubblicata per la prima volta a Lipsia nel 1850, dall'editore Peters, all'interno di una raccolta intitolata Sechzehn Konzerte nach verschiedenen Meistern (tedesco, "Sedici concerti di diversi maestri").

#### Concerto n° 16 in re minore BWV 987
1. (senza indicazione di tempo), re minore, tempo c.
2. Presto, re minore, tempo 2/4.
3. Grave, re minore, tempo c.
4. Presto, re minore, tempo 2/4.
5. Grave, re minore, tempo c.
6. Allegro, re minore, tempo 3/4.
7. Adagio, re minore, tempo c.
8. Vivace, re minore, tempo 3/8.

Fonti:
- Manoscritto bachiano: perduto.
- Fonte principale: manoscritto realizzato a quattro mani da Johann Nikolaus Mey e da Johann Peter Kellner nella prima metà del XVIII secolo e conservato presso la Biblioteca di Stato di Berlino.

L'ultimo concerto manualiter della serie è una trascrizione del concerto per violino, archi e continuo op. 1 n° 4 del principe Giovanni Ernesto di Sassonia-Weimar. Bach lavorò evidentemente sull'originale manoscritto dal principe, in quanto il concerto originario venne pubblicato solo nel 1718, a Francoforte, a cura di Georg Philipp Telemann.
La trascrizione BWV 987 venne pubblicata per la prima volta a Lipsia nel 1850, dall'editore Peters, all'interno di una raccolta intitolata Sechzehn Konzerte nach verschiedenen Meistern (tedesco, "Sedici concerti di diversi maestri").

### Trascrizionipedaliter

#### Concerto n° 1 in sol maggiore BWV 592
1. (senza indicazione di tempo), sol maggiore, tempo 2/4.
2. Grave (nel manoscritto di Johann Bernhard Bach) o Adagio (nel manoscritto di Johann Peter Kellner), mi minore, tempo 3/4.
3. Presto, sol maggiore, tempo 2/4.

Fonti:
- Manoscritto bachiano: perduto.
- Fonte principale: manoscritto realizzato da Johann Bernhard Bach intorno al 1715, intitolato «Concerto VIII a 2 Clav. et Ped.» e raccolto insieme alle trascrizioni manualiter BWV 972-982 all'interno di un fascicolo, recante la dicitura in italiano stentato «XII Concerto di Vivaldi, elaborati di J.S.Bach», conservato presso la Biblioteca di Stato di Berlino. In realtà, di quei dodici concerti, solo sei sono trascrizioni da originali vivaldiani, mentre i rimanenti sono di altri autori.[19]
- Altre fonti: due manoscritti realizzati da Johann Peter Kellner intorno al 1725, dei quali uno intitolato «Concerto in G♯ di J: S: Bach», conservati presso la Biblioteca di Stato di Berlino; manoscritto di Ludwig August Christoph Hopff, con correzioni di Johann Christian Westphal, intitolato «Concerto. / à / 2 Clavier con Pedale / Composeè / del Signre Giov. Sebast: Bach.», realizzato nella seconda metà del XVIII secolo e conservato presso la Biblioteca di Stato di Berlino; manoscritto realizzato da Johann Nikolaus Gebhardi nella prima metà del XIX secolo e conservato presso la Biblioteca di Stato di Berlino; due manoscritti di copista sconosciuto, realizzati nel XIX secolo e conservati presso la Biblioteca di Stato di Berlino; manoscritto realizzato da Friedrich August Grasnick nella prima metà del XIX secolo e conservato presso la Biblioteca di Stato di Berlino; manoscritto di copista sconosciuto, realizzato nel 1739 e intitolato «Concerto / di Giov. Ernest: appropriato / all'Organo. di Joh: Seb: Bach:, conservato presso la Biblioteca di Stato di Lipsia; manoscritto di copista sconosciuto, realizzato nella prima metà del XIX secolo e conservato presso la biblioteca universitaria di Varsavia; manoscritto realizzato a quattro mani da un copista sconosciuto e da Christian Heinrich Rinck intorno al 1800, conservato presso L'Università di Yale.  Il manoscritto della trascrizione BWV 592a, di anonimo, è conservato presso la Biblioteca di Stato di Lipsia con il titolo «Concerto per il Cembalo Solo».

Il primo concerto è la trascrizione di un perduto concerto per violino, archi e continuo composto dal principe Giovanni Ernesto di Sassonia-Weimar. Nella prefazione dei concerti op. 1 n° 1 del principe Giovanni Ernesto, pubblicati nel 1718 a Francoforte da Georg Philipp Telemann, quest'ultimo scrisse che, in futuro, avrebbe pubblicato anche un'opus 2 contenente altri sei concerti del principe. Di questa seconda raccolta, nella quale era probabilmente contenuto il concerto sul quale si basò Bach per la trascrizione, non è rimasta alcuna traccia, e non è nemmeno certo che fu effettivamente stampata.
Di quest'opera esiste anche un adattamento manualiter, realizzato sempre da Bach e catalogato come BWV 592a, pervenuto in copia manoscritta da Carl August Hartung all'interno della raccolta «IV. Concerte / per il Cembalo / Solo / del Sigr: Giov. Seb: Bach. / (aggiunto successivamente da Friedrich Conrad Griepenkerl): e / III. Ciacone / per il Cembalo solo / da / Giov. Seb. Bach / NB. die erste dieser Ciaconen ist mit obligatem Pedale.», conservata presso la Biblioteca di Stato di Lipsia. La trascrizione BWV 592 venne stampata per la prima volta dall'editore Peters di Lipsia nel 1852.

#### Concerto n° 2 in la minore BWV 593
1. (senza indicazione di tempo), la minore, tempo C.
2. Adagio, re minore, tempo 3/4 (manualiter).
3. Allegro, la minore, tempo 3/4.

Fonti:
- Manoscritto bachiano: perduto.
- Fonte principale: manoscritto realizzato da Johann Friedrich Agricola intorno al 1740, intitolato «Concerto / del Sigre Ant. Vivaldi / accomodato / per l'Organo a 2. Clav. e Ped. / dal Sigre / Giovanni Sebastiano Bach.» e conservato presso la Biblioteca di Stato di Berlino.
- Altre fonti: manoscritto di copista anonimo, risalente alla seconda metà del XVIII secolo e intitolato «Concerto ex A. moll. / Composa p: Mons Telemann / pour les Violons et transposé / par / Mons: J: Sebastian Bach.», conservato presso la Biblioteca di Stato di Berlino; manoscritto di copista anonimo, realizzato intorno al 1800 e conservato presso la Biblioteca di Stato di Berlino; manoscritto di copista anonimo, realizzato intorno al 1820 e conservato presso la Biblioteca di Stato di Berlino; manoscritto realizzato da un certo C.G. Sander nel XIX secolo e conservato presso la Biblioteca di Stato di Berlino; manoscritto realizzato da Leonhard Scholz nella seconda metà del XVIII secolo e conservato presso il Bach-Archiv di Lipsia; una copia, forse di Johann Christian Kittel, è conservata presso la Biblioteca di Stato di Lipsia con il titolo: «IV. Concerto per il Cembalo Solo del Sigr: Bach».[58]

Il secondo concerto è la trascrizione del concerto in la minore n° 8 RV 522 per due violini e basso continuo di Antonio Vivaldi, tratto da «L'estro armonico» e pubblicato ad Amsterdam da Estienne Roger nel 1711. Questa trascrizione, fra tutte, è una delle più elaborate: ciò fa supporre che Bach abbia pesantemente rimaneggiato l'originale vivaldiano o che abbia trascritto da una copia diversa, più complessa, rispetto a quella del concerto RV 522 arrivata fino al XXI secolo. La trascrizione BWV 593 venne stampata per la prima volta dall'editore Peters di Lipsia nel 1852.

#### Concerto n° 3 in do maggiore BWV 594
1. (senza indicazione di tempo), do maggiore, tempo c.
2. Recitativo adagio, la minore, tempo c.
3. Allegro, do maggiore, tempo 3/4.

Fonti:
- Manoscritto bachiano: perduto.
- Fonte principale: manoscritto realizzato da Johann Friedrich Agricola intorno al 1740, intitolato «Concerto / del Sigre Ant. Vivaldi / accomodato / per l'Organo à 2 Clav. e Ped. / dal Sigre / Giovanni Sebastiano Bach.» e conservato presso la Biblioteca di Stato di Berlino.
- Altre fonti: manoscritto di Wilhelm Friedemann Bach, comprendente solo parte del primo e parte del terzo movimento, realizzato intorno al 1730 e intitolato «Concerto à 2 Clav: è Ped: di J. S. Bach.», conservato presso la biblioteca dell'Università di Lipsia; manoscritto incompleto realizzato da Johann Peter Kellner e intitolato «Concerto / à 2 Clavier / et Pedal. / di / Johann Sebastian Bach», conservato anch'esso a Lipsia; manoscritto realizzato da Christian Benjamin Klein all'inizio del XIX secolo e conservato presso il Bach-Archiv di Lipsia; manoscritto realizzato da Friedrich August Grasnick nel 1835 e conservato presso la Biblioteca di Stato di Berlino; due manoscritti di copista sconosciuto, risalenti al 1780 e alla fine del XVIII secolo, conservati presso la Biblioteca di Stato di Berlino

Si tratta di una trascrizione del concerto in re maggiore per violino, archi e continuo n° 5 RV 208 di Antonio Vivaldi, contenuto nella raccolta «Concerti a Cinque Stromenti Op. 7». Siccome l'estensione dei manuali dell'organo che Bach aveva a disposizione a Weimar arrivava solo al do due ottave sopra il do centrale, e dato che l'originale vivaldiano superava tale estensione, Bach dovette abbassare l'intero concerto di un tono, dall'originale re maggiore a do maggiore.
La prima edizione dell'originale vivaldiano presenta un movimento centrale diverso rispetto alla trascrizione bachiana, particolare che fece a lungo supporre che Bach si fosse basato, per il secondo movimento, su un concerto diverso, forse perduto. Recentemente, però, sono state rinvenute tre versioni del concerto RV 208, tutte attribuite senza dubbio a Vivaldi, delle quali una corrisponde alla riduzione per organo realizzata da Bach.
La trascrizione BWV 594 venne stampata per la prima volta dall'editore Peters di Lipsia nel 1852.

#### Concerto n° 4 in do maggiore BWV 595
1. (senza indicazione di tempo), do maggiore, tempo c.

Fonti:
- Manoscritto bachiano: perduto.
- Fonte principale: manoscritto di anonimo risalente alla seconda metà del XVIII secolo, intitolato «Concerto / del Illustrissimo Principe Giov: Ernesto / Duca di Sassonia, apropriato all / Organo / à 2. Clavier: et Pedal. / da / Giov: Seb. Bach.» e conservato presso la Biblioteca di Stato di Berlino.
- Altre fonti: manoscritto di anonimo risalente alla seconda metà del XVIII secolo, intitolato «C dur / Concerto / del Illustriss: Principe / Giovanni Ernesto / Duca / di / Sassonia, / apropriato / all / Organo / à / 2. Clavier. et Pedal. / da / Giov. Seb. Bach.» e conservato presso la Biblioteca di Stato di Berlino.

Il BWV 595 è la trascrizione di una perduta composizione per due violini e continuo del duca Giovanni Ernesto di Sassonia-Weimar. Si tratta del concerto più breve, comprensivo di un solo movimento. Di questo concerto esiste anche una versione manualiter, catalogata come BWV 984. La trascrizione BWV 595 venne stampata per la prima volta dall'editore Peters di Lipsia nel 1852.

#### Concerto n° 5 in re minore BWV 596
1. (senza indicazione di tempo), re minore, tempo 3/4.
2. Fuga, re minore, tempo c.
3. Largo, re minore, tempo 12/8.
4. Finale, re minore, tempo c.

Fonti:
- Manoscritto bachiano: esistente, intitolato «Concerto a 2 Clav: e Pedale» e conservato presso la Biblioteca di Stato di Berlino. La copertina reca la scritta «di W.F. Bach manu mei Patris descript:», aggiunta da Wilhelm Friedemann Bach.
- Altre fonti: manoscritto di anonimo con correzioni di Johann Christian Westphal risalente alla seconda metà del XVIII secolo, intitolato «Concerto. ex D mol. del Sign: Ant : Vivaldi. appropriato all'organo / à / 2. Clavier et Pedale / di / J. S. Bach» e conservato presso la Biblioteca di Stato di Berlino; manoscritto realizzato da Friedrich Conrad Griepenkerl nella prima metà del XIX secolo e conservato presso la Sing-Akademie di Berlino; manoscritto realizzato nel XIX secolo da Ferdinand August Roitzsch e conservato presso il Fürstlich Waldburg-Zeilsches Archiv di Leutkirch im Allgäu; manoscritto realizzato da Johannes Brahms nel 1855 o nel 1856 e conservato presso la casa di Robert Schumann a Zwickau; manoscritto realizzato da Leonhard Scholz nel XVIII secolo e conservato presso l'Università di Yale.

Il quinto concerto è un adattamento pedaliter del concerto in re minore n° 11 RV 565 per due violini, violoncello, archi e continuo di Antonio Vivaldi, tratto da «L'estro armonico» e pubblicato ad Amsterdam da Estienne Roger nel 1711. L'originale vivaldiano era in cinque movimenti, ridotti a quattro da Bach. L'evidente somiglianza fra il quarto movimento e il primo coro della cantata Ich hatte viel Bekümmernis BWV 21, eseguita per la prima volta a Weimar il 17 giugno 1714, fa supporre che la trascrizione BWV 596 fosse già pronta poco prima della partenza per Schwalbach del principe Giovanni Ernesto, avvenuta il 4 luglio 1714.
A causa dell'annotazione «di W.F. Bach manu mei Patris descript:», aggiunta da Wilhelm Friedemann Bach, l'editore Peters credette che quel «di» indicasse l'autore, e non il semplice possessore del manoscritto, e nel 1844 lo stampò erroneamente come opera originale di Wilhelm Friedemann Bach.
L'errore si protrasse nel tempo tanto che, nel 1865, ne venne pubblicata una riduzione per pianoforte, seguita da un'altra nel 1897, entrambe attribuite a Wilhelm Friedemann. La pubblicazione del 1897, in realtà, non era una semplice versione pianistica, bensì un pesante rifacimento tardo-romantico eseguito da un ex allievo di Franz Liszt, August Stradal, il quale stravolse l'originale con lunghissime cadenze virtuosistiche (ben sette pagine) e cambiò l'ordine dei movimenti.
La pesante manipolazione di Stradal venne nuovamente stampata nel 1906, finché, nel 1910, il musicologo Ludwig Schittler annunciò, dopo una perizia calligrafica e un'analisi stilistica, che il concerto non solo non era un originale, ma non era nemmeno di Wilhelm Friedemann Bach. Si trattava, infatti, di una trascrizione pedaliter di Johann Sebastian Bach da un concerto di Antonio Vivaldi.

#### Concerto n° 6 in mi♭ maggiore BWV 597
1. (senza indicazione di tempo), mi♭ maggiore, tempo c.
2. Giga, mi♭ maggiore, tempo 12/8.

Fonti:
- Manoscritto realizzato da Johann Gottlieb Preller, intitolato «Concerto... a 2 Clavier con Pedal. di Mons: Bach» e conservato presso la Biblioteca di Stato di Lipsia; manoscritto realizzato da Johann Nikolaus Mempell fra il 1730 e il 1740 e conservato presso Biblioteca di Stato di Lipsia.

L'ultima trascrizione, in soli due movimenti, è la riduzione di un concerto di compositore sconosciuto. Alcuni musicologi mettono in dubbio la paternità di Johann Sebastian Bach su questa trascrizione.
Peter Williams, in accordo con Hermann Keller, sostiene che il BWV 597 non sia una trascrizione di Bach, bensì una sonata in trio di qualche autore di una generazione successiva. Il primo movimento, in stile imitativo, fa supporre che l'originale potesse forse essere una composizione per due violini e basso continuo. L'armonia semplicistica suggerisce che l'autore della composizione dovesse essere, forse, un compositore non molto esperto.
La trascrizione BWV 597 venne stampata per la prima volta nel 1904.